# 物种起源

小獵犬號的旅程

《物種起源》（英語：On the Origin of Species）或譯《物種原始》、《物種源始》，全名《由自然選擇或在生存競爭中保留下來的有利種族論物種之起源》（On the Origin of Species by Means of Natural Selection, or the Preservation of Favoured Races in the Struggle for Life），是達爾文論述生物演化的重要著作，出版於1859年。該書是19世紀最具爭議的著作之一，其中的觀點大多數為當今的科學界普遍接受。在該書中，達爾文首次提出天擇演化的觀點，解釋生物為什麼能適應環境，同時也提出了性擇理論。他使用自己在1830年代環球科學考察中積累的資料，並使用農作物的人擇作為例子說明生物的演化。

## 背景
在當時，西方社會普遍都接受創造論，相信上帝創造世界、並一次就創造出所有的生物，同時上帝也賦予每種生物各自的角色，而每個物種的設計都非常完美，所以物種是永恆固定不變的。地層中發現的化石是古代地球曾經遭遇大洪水的證據，那些化石就是沒有登上諾亞方舟的動物。地球的歷史只有大約六千年左右（參見年轻地球创造论），這是經由從亞當和夏娃開始後的人類世代所推算的時間。
達爾文1809年生於英格蘭舒茲伯利，從小就對礦物和動物有興趣。1831年他從劍橋大學神學院畢業，然而他還是對地質學及生物學比較有興趣。1831年12月達爾文參加了海軍艦艇小獵犬號前往南美洲從事自然調查研究工作；最初他在南美海岸調查，並多次進入南美洲西邊的加拉巴哥群島，經過太平洋到達紐西蘭、澳大利亞及南非，然後又回到南美洲，直到1836年10月才回到英國。

## 理論的形成
達爾文在南美洲考察時，在安地斯山山頂上發現海洋生物的化石，讓他感到困惑。在小獵犬號啟航時，達爾文曾帶了一本英國地質學家萊爾所著的《地質學原理》；萊爾認為地球的地形、地貌是經過長時間不斷的細微變化的結果，萊爾相信風力、雨滴、冰雪等微小的力量，持續千萬年後就可以完全改變地表的形貌。達爾文本人也相信，只要時間足夠，無法察覺的細微改變也可以造成巨大的變化。達爾文推算白堊紀中期距今約有三億年左右的歷史，持續長時間微小的地震等自然因素使得原來在海中的生物遺跡能在高山上發現。

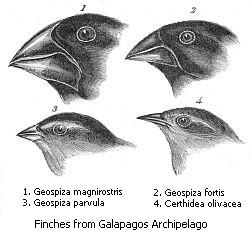
達爾文雀

在加拉巴哥群島考察時，達爾文發現每個島嶼上的陸龜及雀鳥並沒有很大的差異，但又有些許的不同。他又發現加拉巴哥群島的生物與南美洲大陸的種類非常相似；於是他開始懷疑島上生物可能有共同的祖先，他們之間的差異是由於千百年來適應各個島嶼不同環境的結果。每一個物種都是一些細微的變化在無數個世代的過程中產生的結果。
生物進化在當時並不是新的概念。1809年時，法國動物學家拉馬克便提出：當環境改變時，物種會調適發展自己的器官來適應環境，常用的器官會發育變大、不用的器官會逐漸退化，並且這一代獲取的改變會遺傳給下一代；但沒有科學證據可以證明「用進廢退」和「獲得性特徵可遺傳」的假說。後來達爾文又從英國人口學者馬爾薩斯所著的《人口論》得到靈感；馬爾薩斯認為：人類糧食的生產永遠無法趕上人口的增加，致使糧食供不應求，進而發生飢荒或戰爭，導致一部分人口死亡。達爾文以此聯想到生物演化發生的機制：演化是生存競爭中自由淘汰的結果，食物與空間等資源有限，只有最適應環境的個體才能生存下來，延續族群。
「天擇」的概念逐漸在達爾文的五年環球考察過程中形成。在1836年回到英國後，達爾文慢慢將他的看法寫成文章，然而沒有發表。大部分科學家認為，達爾文遲了很久才發表他的作品，原因之一就是擔心引起教會勢力的強烈反彈。1858年，達爾文接到在馬來群島調查的博物學者華萊士有關物種形成的來信；華萊士對於物種形成的看法與他有很多相似之處（《物种起源》的绪论中提到了这一段过往），一方面达尔文害怕被說是剽竊後輩的想法，另一方面可能别人的支持使他增加了信心，於是兩人在1858年的倫敦林奈學會中，以兩人共同署名的方式，發表有關物種形成的看法。接著達爾文在1859年發表了《物種起源》。

## 主要內容

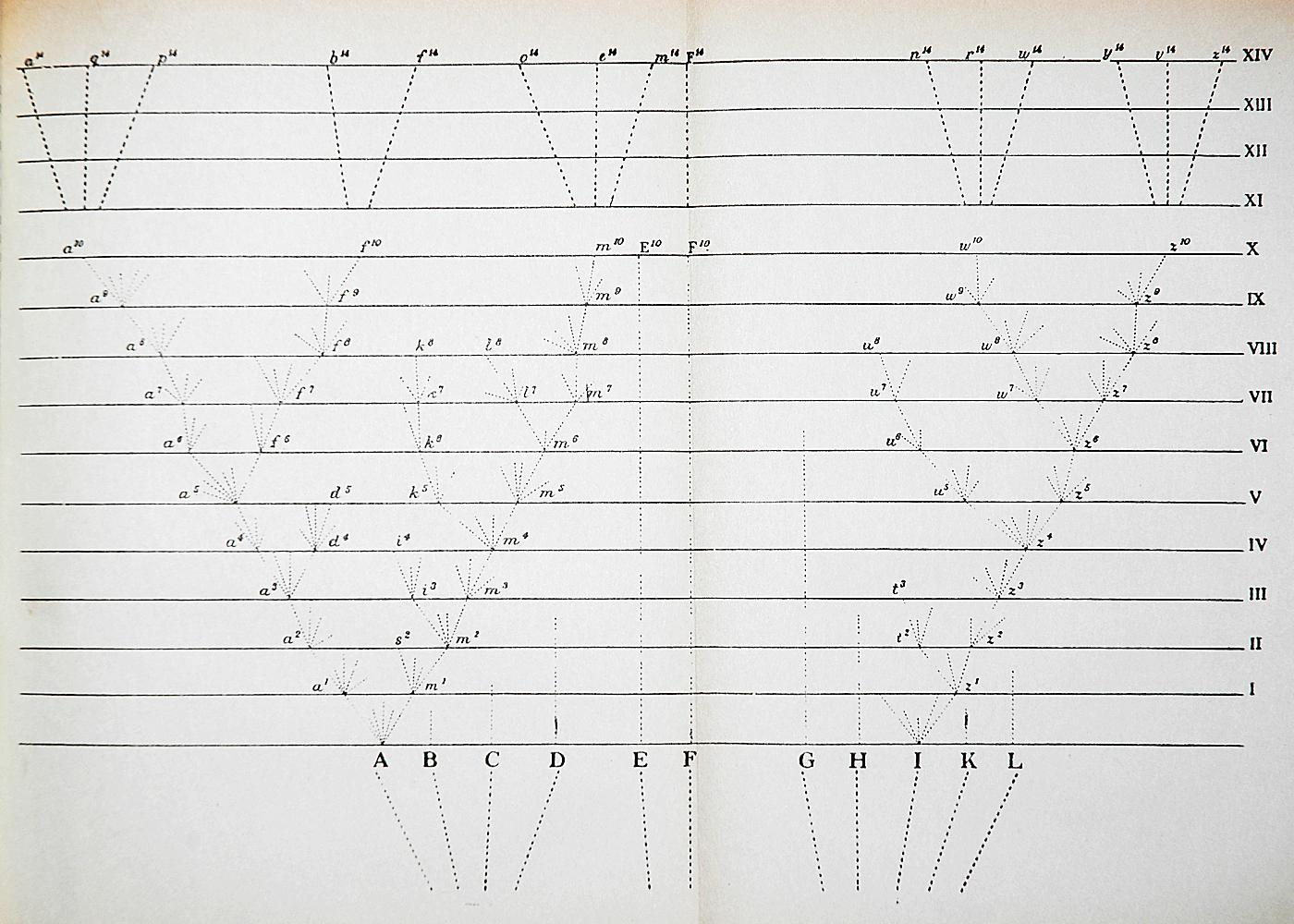
生命之樹，用於解釋物種分化；此圖也是本書唯一的插圖。(達爾文也自嘲沒有美術天分)

達爾文在書中提出兩個理論。第一，他認為所有的動植物都是由較早期、較原始的形式演變而來；其次，他認為生物演化是通過天擇而來。
其理論重點如下：
- 物種並非一成不變，而是會隨環境變動而改變。
- 生物的演化是長時間連續性的緩慢改變，不是突然性的劇變。
- 同一類生物有著共同的祖先，例如哺乳類是由同一個祖先演變而來，由此可引申出人類與猿類有著共同祖先。
- 生物族群會隨著繁殖而擴大，並超過其生存空間與食物供應的極限，引起個體間的競爭；不適應環境的個體會被淘汰，適者才能生存，並繁衍後代。

## 批評

諷刺漫畫反映了1870年代基督徒於「人類與猿類具有共同祖先」這個觀念的反對。

達爾文的演化論當時引起了廣泛的爭議，被基督教會視為異端邪說，西方社會也對達爾文冷嘲熱諷。根據天主教當時的教條：人類是上帝依據自己形象所創造的，因此人是萬物之靈、代表天主有權統治萬物。達爾文的理論不僅使得上帝創造萬物的說法被推翻，人類也被形容為千百年來殘酷的生存競爭所形成的產物，還指出人與其他哺乳動物有著共同祖先，這根本就是褻瀆上帝及基督教教義，這在當時保守的社會是相當大的震撼。
然而達爾文的理論在當時也並非完美無缺，當時尚未了解任何遺傳機制，無法解釋個體間的偶然差異是如何產生；直到後來與奧地利遺傳學家孟德爾的遺傳定律相結合，形成現在廣為大眾所接受的現代綜合理論。
1950年代後人類基因被發現，解開了演化論裡面物種內出現差異之謎和這些特徵如何通過繁殖遺傳后代。研究不同動物DNA，對比更加確認了共同祖先說。

## 中文译本
《物种起源》的在中文译本由马君武于1901年开始翻译，1919年翻译完毕。1920年马君武的译本《达尔文物种原始》由上海中华书局出版。
其他的中文譯本
- 黎靜波編譯本，華立文化事業有限公司（臺灣版，2003年）
- 舒德干等人翻譯本，陝西人民出版社（2001年），北京大學出版社（2005年）
- 謝蘊貞翻譯本，新世界出版社（2007年）
- 周建人、葉篤莊、方宗熙合譯本，商務印書館（大陸版，1995年修訂再版）；臺灣商務印書館（臺灣版，1999年，據1995年修訂本）
- 王敬超譯本，中國社會出版社（1999年）
- 錢遜譯本，江蘇人民出版社（2011年）
- 香妃子超譯本，廣西師範大學出版社（2013年）
- 苗德岁译本，译林出版社（2013年）

### 引用
1. ↑  Browne 2002，第376-379頁

- 徐光台：〈科學史與科學通識教育:以達爾文《物種源始》為例 （页面存档备份，存于）〉。